# Smoldering Embers
Smoldering Embers er en amerikansk stumfilm fra 1920 af Frank Keenan.

## Medvirkende
- Frank Keenan som John Conroy
- Jay Belasco som Jack Manners
- Katherine Van Buren som Beth Stafford
- Russ Powell
- Graham Pettie
- Hardee Kirkland som Horace Manners
- Lucille Ward som Annie Manners
- Frances Raymond som Edith Wyatt
- Tom Guise som Wyatt
- Burwell Hamrick